# Мугаммед Наджіб ар-Рубаї
Мугаммед Наджіб ар-Рубаї (араб. محمد نجيب الربيعي; 1904–1965) — іракський державний і політичний діяч, перший президент (голова Суверенної ради) країни. Був усунутий від влади в результаті військового перевороту.

## Життєпис
Брав участь у заколоті 14 липня 1958 року разом з Абделем Керімом Касемом. В результаті тих подій був повалений та вбитий останній король Іраку Фейсал II. Абдель Керім Касем зайняв посаду прем'єр-міністра, а Наджіб ар-Рубаї став главою держави.
Був усунутий від влади в результаті перевороту 8 лютого 1963 року. Під час тих подій був убитий Абдель Касем.